# Hypodoxa aurantiacea
Hypodoxa aurantiacea là một loài bướm đêm trong họ Geometridae.